# 龙蟠站
龍蟠站是朝鮮咸鏡北道化城郡龍蟠勞動者區的一個鐵路車站，属于平罗线。

## 邻近车站
平羅線
內浦站 - 龍蟠站 - 上龍田站